# Кілішень
Кілішень, Кілішені (рум. Chilișeni) — село у повіті Сучава в Румунії. Входить до складу комуни Удешть.
Село розташоване на відстані 348 км на північ від Бухареста, 19 км на південний схід від Сучави, 95 км на північний захід від Ясс.

## Населення
За даними перепису населення 2002 року у селі проживали 699 осіб.
Національний склад населення села:
| Національність | Кількість осіб | Відсоток |
| -------------- | -------------- | -------- |
| румуни         | 477            | 68,2 %   |
| цигани         | 222            | 31,8 %   |

Рідною мовою назвали:
| Мова      | Кількість осіб | Відсоток |
| --------- | -------------- | -------- |
| румунська | 477            | 68,2 %   |
| циганська | 222            | 31,8 %   |